# Росс, Эдин
Э́дин Дэ́вид Росс (англ. Adin David Ross; род. 11 октября 2000, Бока-Ратон, Палм-Бич, Флорида, США) — американский ютубер и стример. В основном стримит, как он играет в видеоигры, такие как Valorant, NBA 2K и Fortnite, и общается с гостями. Ранее стримил на Twitch, где был навсегда забанен в 2023 году, после чего подписал контракт с Kick.

## Биография

### Ранние годы
Родился в еврейской семье 11 октября 2000 года в Бока-Ратоне, штат Флорида. Ненадолго переехал в Нью-Йорк, после чего переехал в Три-Риверс, штат Калифорния.

### Карьера
Росс начал регулярно стримить на Twitch, живя со своей сестрой Наоми. В конце концов он присоединился в команде Always Excelling, играющей в видеоигру NBA 2K и через неё познакомился с баскетболистом Бронни Джеймсом. Он приобрел популярность, играя в NBA 2K20 с Джеймсом, делая ставки на матчи с другими стримерами и пользователями YouTube.
10 апреля 2021 года Росс был заблокирован на Twitch после того, как ютубер Zias ответил на телефонный звонок и Росс оскорбил его гомофобным высказыванием. Через два дня Эдин был разблокирован.
Более года спустя, 20 апреля 2022 года, Росс был вновь заблокирован на Twitch на неопределенный срок из-за использования «оскорбительных слов или символов». В июне 2022 того же года был разблокирован.
В 2023 году, незадолго до своего постоянного бана на Twitch, Росс начал параллельно стримить на Kick. Росса ещё несколько раз блокировали на Twitch и 25 февраля 2023 года он был заблокирован навсегда за «разжигание ненависти» после того, как он продемонстрировал в прямом эфире свой немодерируемый чат на Kick, который был переполнен расистскими и антисемитскими сообщениями от зрителей.
4 марта 2024 года стример подбил 19-летнего подростка въехать на своей машине в залив Беррард в парке Роки-Пойнт в Порт-Муди, Канада. После этого подросток был арестован полицией на месте происшествия.
В том же месяце Росс на трансляции проболтался, что Эндрю Тейт сообщил ему о планах бежать из Румынии, где Тейт находился под следствием. В результате Эндрю и его брат Тристан были арестованы румынской полицией, чтобы не допустить их бегства из страны.
На одном из своих стримов Росс пригласил на свое шоу сторонника превосходства белой расы Ника Фуэнтес.
В августе 2024 года Росс взял интервью у бывшего 45-го президента США Дональда Трампа на своём стриме и призвал своих зрителей голосовать за Трампа на выборах 2024 года. На пике трансляцию смотрело одновременно 500.000 зрителей.

## Фильмография
| Год  |   | Русское название | Оригинальное название | Роль               |
| ---- | - | ---------------- | --------------------- | ------------------ |
| 2022 | ф | Доброго траура   | Good Mourning         | Работник аэропорта |